# Kaiaua
Kaiaua – miejscowość w Nowej Zelandii, na Wyspie Północnej, w regionie Waikato, nad zatoką Hauraki / Tīkapa. W 2023 roku liczyła 504 mieszkańców.